# Малый паркетник
Малый паркетник, или малоглазый паркетник (лат. Muraenolepis microps), — вид морских лучепёрых рыб из семейства паркетниковых отряда трескообразных. Морские бентопелагические рыбы. 

## Описание
Тело ланцетовидной формы, покрыто циклоидной легко опадающей чешуёй. Продолговатые чешуйки располагаются под прямым углом друг к другу. Высота тела в 4,8 раза меньше стандартной длины тела. Голова маленькая, её длина укладывается 5,6 раза в длину тела. Верхний профиль головы над глазами заметно выпуклый. Диаметр глаза более чем в 5,3 раза меньше длины головы и меньше ширины межглазничного пространства. На подбородке один усик, длина которого превышает диаметр глаза. Жаберные отверстия узкие. В жаберных перепонках 10—13 лучей. Нет зубов на сошнике. В первом спинном плавнике один луч, длина которого примерно в 2 раза превышает диаметр глаза. Во втором спинном плавнике 127—141 мягкий луч. В анальном плавнике 98—112 мягких лучей. Анальный и второй спинной плавник сливаются с хвостовым плавником. Грудные плавники короткие, в сложенном состоянии их окончания не достигают анального отверстия. Брюшные плавники расположены на горле, пять мягких лучей, из которых первые 2—3 удлинённые, разной длины и не соединены мембранами. Пилорические придатки отсутствуют. Боковая линия делает изгиб над грудными плавниками и доходит до вертикали, проходящей через окончание лучей грудных плавников.
Тело однотонного серо-коричневого цвета с радужными оттенками.
Максимальная длина тела 35 см, обычно до 27 см.

## Биология
Морские бентопелагичесике рыбы. Обитают вблизи дна на континентальном шельфе на глубине от 10 до 1600 м. Питаются зоопланктоном.

## Ареал
Распространены в юго-западной части Атлантического океана и Южном океане. Антарктический полуостров, Южная Георгия, Южные Сандвичевы острова, Земля Виктории. Море Росса, море Уэдделла, море Беллинсгаузена.